# Montserrat Poza
Montserrat Poza (Viladecans, Bajo Llobregat, 17 de agosto de 1977) es una exjugadora y entrenadora española de rugby. Fue internacional con la Selección española femenina y jugó para USAP, Unión Esportiva Santboiana y Rugby Club L'Hospitalet.  

## Biografía
Montserrat Poza participò en el Torneo Seis Naciones femenino .
Fue seleccionada para la Copa Mundial de Rugby Femenina de 1998 y de 2006.

## Palmarés
- 40 internacionalidades con la Selección española (debutó el 2 de abril de 1997 contra Irlanda)
- 25 internacionalidades con la Selección española de rugby 7
- Varias participaciones en el Torneo Seis Naciones
- Participación en la Copa del Mundo de 1998 y de 2006